# Spirytus surowy
Spirytus surowy (inaczej spirytus gorzelniczy, surówka lub okowita) – alkohol etylowy o stężeniu nie mniej niż 88% objętościowych, otrzymywany w gorzelniach przez prostą destylację z zacieru. Może zawierać różne zanieczyszczenia i stanowi półprodukt do otrzymywania spirytusu rektyfikowanego.